# Centrum Katechetyczne
Centrum Katechetyczne - organizacja teologów katolickich mająca na celu przygotowanie katechizmów i pomocy katechetycznych w Polsce.
Centrum założyli w 1963 r. Jan Charytański SJ i Władysław Kubik SJ. Początkowo skupiało ono kilku jezuitów i miało na celu opracowanie nowego katechizmu. W przeciągu wielu lat Centrum wydało serię katechizmów Bóg z nami (1-4 klasa szkoły podstawowej) oraz Katechizm religii katolickiej (dla klas 5-8). Centrum wydawało także pomoce metodyczne dla nauczycieli (8 tomów) oraz inne pomoce do nauki religii: mapy, plansze, slajdy czy nagrania. Centrum organizowało także szereg kursów katechetycznych, a także wykładów, odczytów i spotkań. Pracownicy Centrum publikowali swe prace w wielu różnorodnych czasopismach.
Od r. 1990 baza naukowa Centrum Katechetycznego została wykorzystana w Sekcji Pedagogiki Religijnej na Wydziale Filozoficznym Towarzystwa Jezusowego w Krakowie i na Wydziale Teologicznym Bobolanum w Warszawie.
Do komitetu redakcyjnego katechizmów należeli m.in.:
- bp Piotr Bednarczyk
- ks. Stanisław Bizuń
- Jan Charytański SJ

Współautorami katechizmów byli m.in.:
- Tadeusz Chromik SJ
- ks. Franciszek Kostrzewa
- Władysław Kubik SJ
- Tadeusz Loska SJ
- Bronisław Mokrzycki SJ
- Florian Pełka SJ
- Andrzej Spławski SJ
- Julian Sulowski SJ
- Jan Tomczak SJ
- Tadeusz Wołoszyn SJ